# La Valira
La Valira – miejscowość w Hiszpanii, w Katalonii, w prowincji Girona, w comarce Baixa Cerdanya, w gminie Urús.
Według danych INE z 2005 roku miejscowość zamieszkiwało 15 osób.